# Perilampus orientalis
Perilampus orientalis är en stekelart som beskrevs av Sievert Allen Rohwer 1923. Perilampus orientalis ingår i släktet Perilampus och familjen gropglanssteklar.
Artens utbredningsområde är Singapore. Inga underarter finns listade i Catalogue of Life.